# Arrondissements des Alpes-de-Haute-Provence
Le département des Alpes-de-Haute-Provence comprend quatre arrondissements.

## Composition
| Nom                               | Code Insee | Superficie (km2) | Population (dernière pop. légale) | Densité (hab./km2) | Modifier             |
| --------------------------------- | ---------- | ---------------- | --------------------------------- | ------------------ | -------------------- |
| Arrondissement de Barcelonnette   | 041        | 1 027,70         | 7 715 (2022)                      | 7,5                | modifier les données |
| Arrondissement de Castellane      | 042        | 1 718,10         | 11 417 (2022)                     | 6,6                | modifier les données |
| Arrondissement de Digne-les-Bains | 043        | 1 574,00         | 48 726 (2022)                     | 31                 | modifier les données |
| Arrondissement de Forcalquier     | 044        | 2 605,40         | 99 321 (2022)                     | 38                 | modifier les données |
| Alpes-de-Haute-Provence           | 04         | 6 925,00         | 167 179 (2022)                    | 24                 | modifier les données |

## Historique
- 1790 : création du département des Basses-Alpes avec cinq districts : Barcelonnette, Castellane, Digne, Forcalquier, Sisteron
- 1800 : création des arrondissements : Digne, Barcelonnette, Castellane, Forcalquier, Sisteron
- 1926 : suppression des arrondissements de Castellane et Sisteron
- 1942 : restauration de l'arrondissement de Castellane
- 1970 : les Basses-Alpes deviennent les Alpes-de-Haute-Provence.